# Andrena asperula
Andrena asperula är en biart som beskrevs av Osytshnjuk 1977. Andrena asperula ingår i släktet sandbin, och familjen grävbin. Inga underarter finns listade i Catalogue of Life.